# احد جنگ‌زاده
اَحَد جُنگ‌زاده (زادهٔ ۱۹ خرداد ۱۳۴۰ در زرآباد خوی – درگذشتهٔ ۲۷ خرداد ۱۳۸۱ در تهران) خوانندهٔ موسیقی سنتی ایرانی بود. از جمله آثار او بازخوانی ترانهٔ «راز شمع» (شمع شبانه) است.

## زندگی هنری
احد جنگ‌زاده ۱۹ خرداد ۱۳۴۰ در روستای زرآباد شهر خوی استان آذربایجان غربی متولد شد. تحصیلات دانشگاهی خود را تا مقطع كارشناسی ارشد ادبيات فارسی ادامه داد. او که استاد ادبیات فارسی دانشگاه آزاد و کارمند آموزش و پرورش بود از سال ۱۳۷۶ همکاری خود را به عنوان خواننده و کارشناس با مرکز موسیقی صدا و سیما آغاز نمود و تا پایان عمر قطعات موسیقی متعددی اجرا کرد. آلبوم موسیقی «سوز نهان» به آهنگسازی «علی درخشان» از آثار اوست.

## آثار هنری
از جمله آثاری که توسط احد جنگ‌زاده اجرا شده‌است به موارد زیر می‌توان اشاره نمود:
- بازخوانی تصنیف «راز شمع» با شعر «معینی کرمانشاهی» و آهنگسازی «مجید وفادار»[۲] این تصنیف را ستار نیز بازخوانی کرده است.
- «من و ماه» با شعر و آهنگسازی «منصور نریمان»[۷]
- «ناله‌های بی نوایی» با شعر «عباس سجادی» و آهنگسازی «حسین فرهادپور»[۸]
- «باد بهاری» با شعر «بهمن همتی‌زاده» و آهنگسازی «علی اکبرپور»[۹]
- «طلوع علی» با شعر «مشفق کاشانی» و آهنگسازی «علی اکبرپور»[۱۰]
- «می‌خوانمت» با شعر «حسن عسگری» و آهنگسازی «همایون رحیمیان»[۱۱]
- «گل پرپر» با آهنگسازی «همایون رحیمیان»[۱۲]
- «آمد بهار» با شعر «آیدین تبریزلی» و آهنگسازی «کامبیز رحیمی»[۱۳]
- «اشک دریا» با شعر «محمود سنجری» و آهنگسازی «احد جنگ‌زاده»[۱۴]
- «شب پریشانی» با شعر «محمود سنجری» و آهنگسازی «احد جنگ‌زاده»[۱۵]
- «نسیم بهار» با شعر «ناصر فیض» و آهنگسازی «احمدعلی راغب»[۱۶]
- «مولا علی» با شعر «اعظم سلیمی» و آهنگسازی «احمدعلی راغب»[۱۷]
- «آفتاب» با شعر «محمود سنجری» و آهنگسازی «محمدمهدی گورنگی»[۱۸]
- «با صدایت آشنایم» با شعر «ناصر فیض» و آهنگسازی «منوچهر قزلباش بختیاری»[۱۹]
- «باغ جان» با شعر «اسماعیل فرزانه» و آهنگسازی «حمیدرضا بهنام شجاعی»[۲۰]
- «دردآشنا محمد» با شعر «اسماعیل امینی» و آهنگسازی «جواد یادگاری»[۲۱]
- «جان جهان» با شعر «محمد عبدالحسینی» و آهنگسازی «فریدون خالقی»[۲۲]
- «قطره شبنم» با شعر «محمدی» و آهنگسازی «فریدون خالقی»[۲۳]
- «افسانه عشق» با شعر «سعید دبیری» و آهنگسازی «محمد ساعد»[۲۴]
- «صفای سرمه» با شعر «حمید سبزواری» و آهنگسازی «جمال‌الدین منبری»[۲۵]
- «سرگشته» با شعر «بابا طاهر» و آهنگسازی «خسروانی»[۲۶]
- «نقش وصال» با شعر «همتی زاده» و آهنگسازی «خسروانی»[۲۷]
- «میعاد دل» با شعر «مولوی» و آهنگسازی «بهروز فخیمی»[۲۸]
- «گلعذار» با شعر «حافظ» و آهنگسازی «بهروز فخیمی»[۲۹]
- «بهار بی خزان» با شعر «اسماعیل فرزانه» و آهنگسازی «بهرام توکلی»[۳۰]
- «ضامن آهو» با آهنگسازی «رمضان عظیمی»[۳۱]

## درگذشت
احد جنگ‌زاده در ۲۷ خرداد سال ۱۳۸۱ در سن ۴۱ سالگی بر اثر بیماری سرطان در تهران درگذشت.